# منتخب زيمبابوي لكرة القاعدة
منتخب زيمبابوي لكرة القاعدة (بالإنجليزية: Zimbabwe national baseball team)‏ هو ممثل زيمبابوي الرسمي في المنافسات الدولية في كرة القاعدة.